# Salmo 26

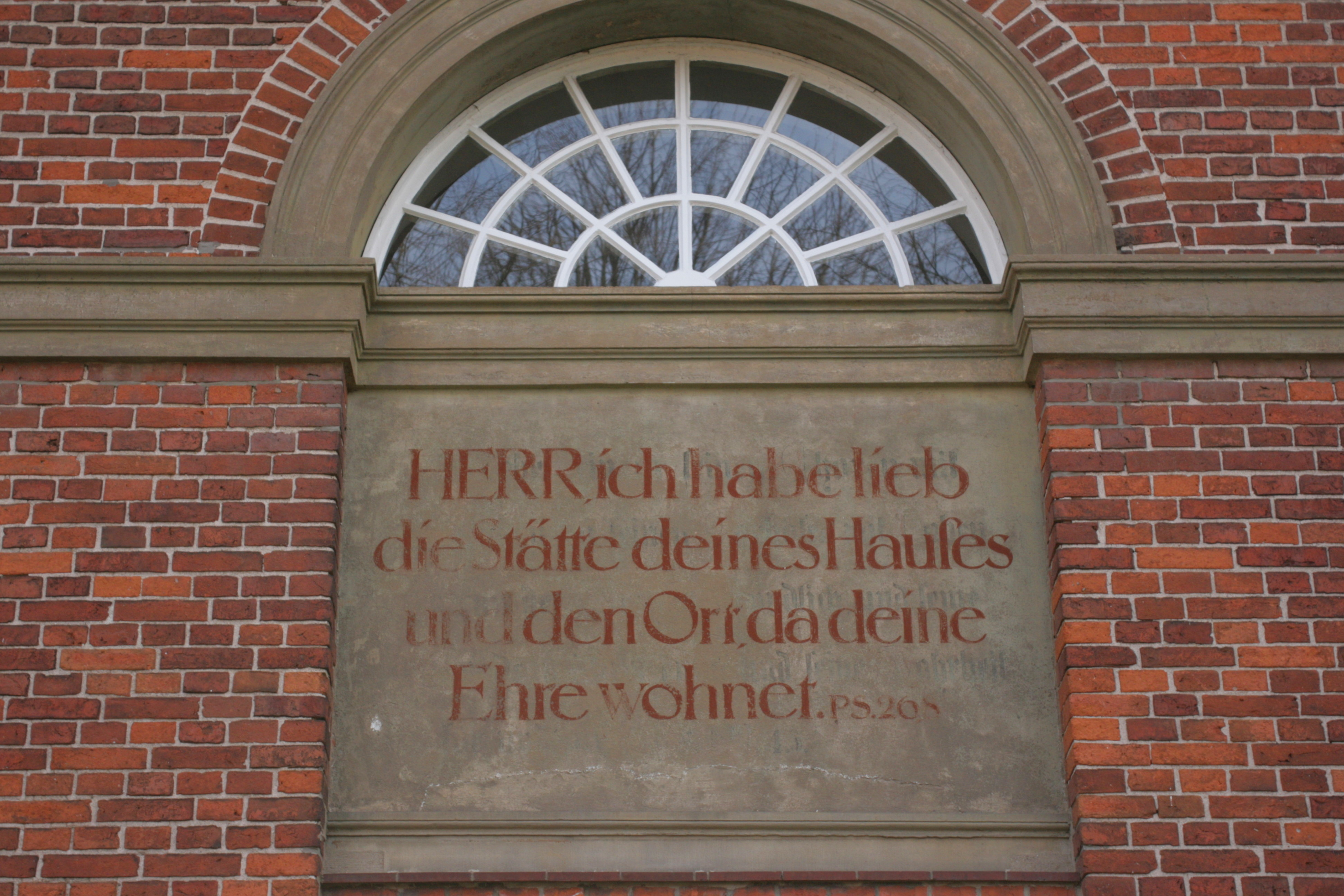
Incisione di un versetto del salmo 26 su una chiesa in Germania.

Il salmo 26 (25 secondo la numerazione greca) costituisce il ventiseiesimo capitolo del Libro dei salmi.
È tradizionalmente attribuito al re Davide. È utilizzato dalla Chiesa cattolica nella liturgia delle ore.